# Hubert Bär
Hubert Bär (* 17. Juni 1942 in Sonneberg, Thüringen; † 8. Mai 2015) war ein deutscher Schriftsteller und Literaturwissenschaftler.

## Leben
Hubert Bär wurde in Thüringen geboren und wuchs in verschiedenen Orten Oberfrankens und Nordbadens auf. Seit 1962 lebt er in und um Heidelberg, wo er Germanistik und Romanistik studierte und das Studium mit der Promotion abschloss. Von 1973 bis Januar 2003 war er Lehrer an einer berufsbildenden Schule in Ludwigshafen am Rhein.
Neben literaturwissenschaftlichen und deutschdidaktischen Arbeiten gibt es zahlreiche Veröffentlichungen von Lyrik und Prosa im Hörfunk, in literarischen Zeitschriften, in Zeitungen, Magazinen und Anthologien von ihm. Von 1993 bis 1997 war er Literaturredakteur der Zeitschrift für Literatur und Kunst, Passagen. 1999 bis 2002 gehörte er der Jury des Förderkreises deutscher Schriftsteller in Baden-Württemberg an. Von 2005 bis 2010 war er Mitherausgeber der Reihe Rhein-Neckar-Brücke.
Hubert Bär war Mitglied der Autorengruppe deutschsprachiger Kriminalliteratur (Das Syndikat) und des Verbandes deutscher Schriftsteller in Baden-Württemberg, dessen Beirat  er von 2002 bis 2006 angehörte. 2002 gründete er die VS-Regionalgruppe Rhein-Neckar. Im Auftrag dieser Gruppe organisierte er bis 2010 in Zusammenarbeit mit der Stadtbücherei Heidelberg und dem Förderkreis deutscher Schriftsteller in Baden-Württemberg verschiedene Lesereihen, beispielsweise Literatur aus der Region – Literatur aus Baden-Württemberg, LitLife. In Zusammenarbeit mit der Kulturstiftung Rhein-Neckar-Kreis veranstaltete er außerdem Lesungen im Kreisarchiv Ladenburg.

## Buchveröffentlichungen (Auswahl)
- 1977: Natur und Gesellschaft bei Scheerbart. Genese und Implikationen einer Kulturutopie. Promotion. Julius Groos Verlag, Heidelberg 1977, ISBN 3-930122-09-X.
- 1991: Verbrannte Legenden. Roman. Pfälzische Post, Neustadt an der Weinstraße 1991, ISBN 3-926912-15-4.
- 1995: Kopfmorde. Sonderbare Kriminalgeschichten. Verlag Joachim Lösch, Speyer 1995, ISBN 3-930122-09-X.
- 2009: Der Heidelberger Campus-Mord. Kurpfalz-Krimi. Wellhöfer-Verlag, Mannheim 2009, ISBN 978-3-939540-30-4.
- 2010: Der Heidelberger Tunnel-Mord. Kurpfalz-Krimi. Wellhöfer-Verlag, Mannheim 2010, ISBN 978-3-939540-65-6.
- 2012: Der Heidelberger Spekulanten-Mord. Wellhöfer-Verlag, Mannheim 2012, ISBN 978-3-939540-96-0.

## Auszeichnungen
1992 erhielt Hubert Bär in einem von der Gewerkschaft Erziehung und Wissenschaft in Rheinland-Pfalz veranstalteten Literaturwettbewerb für seine Kurzgeschichte Die Wohnung den ersten Preis in Prosa.